# Tsar Kaloyan (obchtina)
Tsar Kaloyan (bulgare : Цар Калоян) est une obchtina de l'oblast de Razgrad en Bulgarie.